# Мая рэспубліка
«Мая рэспубліка» (ранее «Мой горад») — белорусский портал, существующий в виде веб-сайта и мобильного приложения, служащий как сервис для отправки гражданами запросов, касающихся жилищно-коммунальных услуг и городского хозяйства. Цель сервиса 115 — упростить процесс взаимодействия горожан и служб ЖКХ.
Схема работы портала заключается в следующем: пользователь регистрируется на сайте, размещает запрос, который после модерации направляется в подразделения горисполкома или городским службам для выполнения. После отправки запроса пользователь может видеть статус его обработки и результат выполненной работы в формате изображений «было — стало».
В 2019 году владелец портала 115.бел КУП «Центр информационных технологий Мингорисполкома» представил обновлённую версию портала, который получил новое название «Мая рэспублiка».

## История
9 июля 2015 года Мингорисполком принял решение о создании контакт-центра. Ресурс начал работать 1 ноября 2015 года и был доступен для отправки жалоб только на территории Минска.
В апреле 2018 года портал запустился в Кричеве и Солигорске.
В июне 2018 года к порталу присоединились города Брест и Кричев.
В июле 2018 года заработал в Большой Берестовице, Вороново, Зельве и Кореличах.
В августе 2018 года портал начал работать в Ошмянах, Сморгони и Слониме.
В октябре 2018 года портал заработал во всех районах Гродненской области.
В декабре 2018 был подключён Могилёв.

## Зона работы
С января 2019 года сервис 115 заработал на территории всей Беларуси.

## Принцип работы
После регистрации на платформе, любое физическое лицо имеет возможность отправить запрос на решение проблем жилищно-коммунальных услуг и городского хозяйства. Для отправки необходимо сделать фотографию проблемы, описать суть проблемы в тексте размером до 1000 символов, и указать местонахождение проблемы на карте. По словам работников, занимающихся обработкой заявлений, из-за несоблюдения правил модерации удаляется каждый восьмой запрос.
Затем запрос проходит модерацию, а заявитель уведомляется о сроках решения проблемы и направлении проблемы в ответственные службы.